# 191年
| 千纪： | 1千纪                                                                                           |
| 世纪： | 1世纪 \| 2世纪 \| 3世纪                                                                         |
| 年代： | 160年代 \| 170年代 \| 180年代 \| 190年代 \| 200年代 \| 210年代 \| 220年代                       |
| 年份： | 186年 \| 187年 \| 188年 \| 189年 \| 190年 \| 191年 \| 192年 \| 193年 \| 194年 \| 195年 \| 196年 |
| 纪年： | 辛未年（羊年）；东汉初平二年                                                                    |

## 大事记
- 中国
  - 孫堅於討伐董卓之戰斬華雄、破呂布。（《三國演義》改寫為關羽“溫酒斬華雄”以及他和劉備、張飛“三英戰呂布”等佳話。）
  - 孙坚击刘表，败而被殺死，是為襄陽之戰，刘表占据长沙，被封为荆州刺史。
  - 袁绍击败韩馥，占据邺。
  - 袁紹與公孫瓚為爭奪冀州而展開界橋之戰。
  - 劉焉屬下賈龍因董卓流言而造反被劉焉所殺。
  - 荀彧投靠曹操，后成为曹的主要谋士之一。

## 各国领袖

### 非洲
- 库施
  - 国王：Amanikhareqerem（190年－200年）

### 亚洲
- 中国
  - 东汉：
    - 皇帝：汉献帝刘协（189年－220年）
- 朝鲜
  - 百济：
    - 国王：肖古王（166年－214年）

  - 高句丽：
    - 国王：故国川王（179年－197年）

  - 新罗：
    - 国王：伐休尼师今（184年－196年）

### 欧洲
- 高加索伊比里亚
  - 国王：列夫一世（189年－216年）
- 罗马帝国
  - 皇帝：康茂德（177年－192年）

### 中东
- 奥斯若恩
  - 国王：Abgar IX（177年－212年）
- 安息
  - 国王：
    1. 沃洛吉斯四世（147年－191年）
    2. 沃洛吉斯五世（191年－208年）

## 出生
- 辛憲英

## 逝世
- 孙坚
- 韓馥
- 耿武，韓馥部將。
- 華雄，於董卓手下為都督之職。
- 閔純
- 張溫
- 賈龍，劉焉屬下。